# قشلاق لولة درة حاج مين باشي عليا
قشلاق لولة درة حاج‌ مين‌ باشي عليا هي قرية في مقاطعة كليبر، إيران. عدد سكان هذه القرية هو 27 في سنة 2006.